# (22348) Schmeidler
(22348) Schmeidler ist ein Asteroid des Hauptgürtels, der am 24. September 1992 von den deutschen Astronomen Freimut Börngen und Lutz D. Schmadel an der Thüringer Landessternwarte Tautenburg (IAU-Code 033) entdeckt wurde.
Der Asteroid ist nach dem deutschen Astronomen Felix Schmeidler (1920–2008) benannt, der nach seiner Promotion 1941 als Assistent an der Universitäts-Sternwarte München in München-Bogenhausen tätig war.